# Спортивний напій
Спортивні напої, також відомі як електролітичні напої, це спеціалізовані напої мета яких полягає в тому, щоб допомогти спортсменам відновити не лише водний баланс, а електроліти під час та після фізичних навантажень. Слід зазначити, що ефективність використання спортивних напоїв для покращення результатів науково не доведена.
Неконтрольоване споживання може зашкодити здоров'ю, а конкретні напої (або окремі інгредієнти, як наприклад цукор), можуть не відповідати потребам організму за конкретних умов.

## Категорії
Спортивні напої можна розділити на три основні типи:
- Ізотонічні спортивні напої, що містять такі ж концентрації солі та цукру, як і в організмі людини.
- Гіпертонічні спортивні напої, що містять більшу концентрацію солі та цукру, ніж людський організм.
- Гіпотонічні спортивні напої, що містять меншу концентрацію солі та цукру, ніж людський організм.

Більшість спортивних напоїв за своїм складом приблизно ізотонічні: містять від 4 до 5 чайних ложок цукру на вісім унцій (13 і 19 грамів на 250 мл) порції.

## Ціль і ефективність
Під час тренувань спортсмени втрачають рідину та електроліти через потовиділення. Вживання спортивних напої має на меті відновлення балансу рідини, відновлення вуглеводів і поживних добавок, хоча те саме джерело також стверджує, що «Вживати воду чи спортивний напій — це вибір спортсмена».
Дослідження показують, що, всупереч поширеній думці, споживання спортивного напою, що містить електроліти, не захищає від гіпонатріємії (низького вмісту натрію в крові). Ймовірно, це пов'язано з тим, що вміст натрію в цих напоях знаходиться в діапазоні від 20 до 30 мекв/л.
Заявлена мета спортивних напоїв полягає в покращенні продуктивності та витривалості. Потенційні переваги які вони можуть надати залежать від багатьої факторів, зокрема від кількість спожитого напою, час засвоєння, тип вуглеводів, тощо хоча те саме джерело стверджує, що «мало доказів того, що будь-який спортивний напій перевершує будь-які інші напої на ринку».
В одному з досліджень в 2019 року було встановлено, що «молоко може забезпечувати подібні або навіть кращі поживні властивості щодо м'язового відновлення, поповнення запасів глікогену, регідратації та збільшення витривалості у порівнянні з непоживними, замінними вуглеводами та/або вуглеводно-електролітні альтернативи.».

### Потенційно шкідливий вплив
Деякі потенційно шкідливі наслідки вживання спортивних напоїв без тривалих фізичних вправ включають збільшення ваги, діабет та ерозію зубів. У цих напоях багато калорій і цукру, що може призвести до негативних наслідків в парі з нездоровою дієтою.
Енергетичні напої, які часто плутають зі спортивними напоями, серед інших дієтичних добавок зазвичай містять велику кількість кофеїну. У помірних кількостях кофеїн не шкідливий і може принести різні переваги щодо витривалості; однак у великих кількостях це може мати негативні наслідки. Хоча енергетичні напої можуть містити різноманітні дієтичні добавки, дослідження здоров'я стверджують, що немає ретельного маркування, що означає, що споживачі не завжди можуть знати, що вони споживають.

## Історія
У ХІХ і на початку ХХ ст. спортсмени час від часу вживали пиво зі слабким вмістом алкоголю, щоб відновити запаси води, мінералів і енергії в організмі. Оскільки під час пивоваріння воду кип'ятять і таким чином стерилізують, пиво було безпечнішим варіантом, ніж вода з невідомого джерела. Проте дослідження показують, що навіть низька доза етанолу знижує показники витривалості: він пригнічує вироблення глюкози печінкою під час тренування, а також погіршує психомоторні навички, такі як час реакції, координація рук і очей і баланс.
З часів перших сучасних Олімпійських ігор споживання рідини під час занять спортом сильно відрізнялося через відсутність консенсусу в науковому співтоваристві щодо вживання спортивних напоїв. На початку 1900-х років було широко поширене переконання, що споживання рідини, як-от води, під час тренувань є непотрібним. Проте з розвитком фізіології фізичних вправ у 1923 році А. В. Хілл дослідив серцево-судинну модель терморегуляції. На основі цієї моделі було підкреслено наслідки втрати води та важливість споживання рідини.
Енергетичні та спортивні напої вперше з'явилися в Європі та Азії в 1960-х роках як відповідь на попит на дієтичні добавки, які підвищували б енергію. Taisho Pharmaceuticals, японська компанія, представила Lipovitan D, один із перших енергетичних напоїв на ринку в 1961 році.

## Ринок спортивних напоїв
Ринок спортивних та енергетичних напоїв стрімко розвивається у багатьох країнах. У категорії функціональних напоїв найбільше зростання обсягів припадає саме на спортивні та енергетичні напої. З 2004 по 2009 роки кількість цих напоїв у Сполучених Штатах Америки та в усьому світі зросла більш ніж на 240 %
За ці роки на ринок з'явилося безліч різноманітних напоїв, багато з яких орієнтовані на молодих спортсменів.